# Györgyi Zsivoczky-Farkas
Györgyi Zsivoczky-Farkas (* 13. února 1985 Budapešť) je maďarská reprezentantka v atletickém víceboji, členka klubu Honvéd Budapešť.
Na olympijských hrách obsadila v sedmiboji 28. místo v roce 2008, 21. místo v roce 2012 a 8. místo v roce 2016. Na mistrovství světa v atletice byla šestá v roce 2015 a sedmnáctá v roce 2017. Na mistrovství Evropy v atletice obsadila 14. místo v roce 2012 a 11. místo v roce 2016. V pětiboji byla na halovém mistrovství světa v atletice byla v roce 2016 pátá, na halovém mistrovství Evropy vybojovala šesté místo v roce 2015 a bronzovou medaili v roce 2017. Je mistryní Maďarska v sedmiboji, pětiboji, dálce, výšce a štafetě 4×400 metrů.
Její osobní rekord v sedmiboji je 6442 (z olympiády v Rio de Janeiro) a v pětiboji 4723 bodů (z HME 2017 v Bělehradu).
Jejím manželem je Attila Zsivoczky, bývalý vícebojař a syn olympijského vítěze v hodu kladivem Gyuly Zsivótzkého.